# Raymond Feddema
Raymundus Eugenius Victor Giovanni (Raymond) Feddema (Groningen, 9 oktober 1950 – Amsterdam, 26 september 2004) was een Nederlandse historicus en Aziëkenner. Hij gold als Vietnam-deskundige en was een specialist op het gebied van de Koreaanse economie. 

## Loopbaan
Feddema was sinds het midden van de jaren tachtig verbonden aan de afdeling Politicologie van de Universiteit van Amsterdam. Hij was een gewaardeerd docent. In 2002 ontving hij tezamen met documentairemaker Peter Tetteroo een Emmy Award voor een KRO-Netwerk-documentaire over Noord-Korea Welcome in North Korea. Hij trad ook veel op in de media.  
Hij promoveerde in 1996 aan de Universiteit van Amsterdam op het proefschrift Een samenleving in crisis. Samen met Kurt Radtke en Akio Igarashi schreef hij Comprehensive security in Asia: Views from Asia and the West on a changing security environment (Leiden 2000).
Verder redigeerde hij onder meer: De doorbraak van het kapitalisme: historische voorwaarden voor een industriële revolutie en Wat beweegt de bamboe? Geschiedenissen in Zuidoost-Azië.

## Publicaties
- Comprehensive security in Asia. Views from Asia and the West on a changing security environment. Edited by Kurt W. Radtke & Raymond Feddema. Leiden, Brill, 2000. ISBN 90-04-11202-2
- Raymond Feddema: Een samenleving in crisis. Continuïteit en verandering in de Tonkin-delta, 1802-1927. Proefschrift Universiteit van Amsterdam, 1996. Geen ISBN
- Wat beweegt de bamboe? Geschiedenissen in Zuidoost Azië / Raymond Feddema (red.). Huldebundel voor Jan Pluvier. Amsterdam, Het Spinhuis, 1992. ISBN 90-73052-45-9